# Theganopteryx nigrescens
Theganopteryx nigrescens är en kackerlacksart som beskrevs av Lucien Chopard 1952. Theganopteryx nigrescens ingår i släktet Theganopteryx och familjen småkackerlackor.
Artens utbredningsområde är Madagaskar. Inga underarter finns listade i Catalogue of Life.